# Караев, Ахмедхан Гаджияхъяевич
Ахмедхан Гаджияхъяевич Караев (1923 — 2005) — дагестанский, советский учитель. Народный учитель СССР (1981).

## Биография
Ахмедхан Караев родился 29 мая 1923 года в селе Кубачи (ныне в Дахадаевском районе Республики Дагестан).
В 1957 году окончил Дагестанский учительский институт (заочное отделение), в 1962 — Северо-Осетинский педагогический институт (заочное отделение).
С 1942 года работал в Кубачинской средней школе Дахадаевского района Дагестанской АССР учителем математики, директором, заместителем директора по учебной части, с 1974 — заместитель директора по основам кубачинского искусства. В 1953—1956 годах — директор Ицаринской СШ.
Депутат Верховного Совета Дагестанской АССР и член его президиума (1971).
Умер и похоронен в январе 2005 года в селе Кубачи Дахадаевского района Дагестана.

## Звания и награды
- Заслуженный учитель Дагестанской АССР (1958)
- Заслуженный учитель школы РСФСР (1967)
- Народный учитель СССР (1981)
- Орден Ленина (1971)

## Память
- Кубачинская средняя школа носит имя народного учителя СССР Ахмедхана Гаджияхъяевича Караева[3].